# Distrikt Las Piedras
Der Distrikt Las Piedras liegt in der Provinz Tambopata in der Region Madre de Dios in Südost-Peru. Der Distrikt wurde am 26. Dezember 1912 gegründet. Er erstreckt sich über eine Fläche von 7753 km². Beim Zensus 2017 wurden 14.883 Einwohner gezählt. Im Jahr 1993 lag die Einwohnerzahl bei 4514, im Jahr 2007 bei 5491. Die Distriktverwaltung befindet sich in der 260 m hoch gelegenen Ortschaft Las Piedras (Planchón) mit 1607 Einwohnern (Stand 2017). Las Piedras befindet sich 35 km nordnordöstlich der Provinzhauptstadt Puerto Maldonado.

## Geographische Lage
Der Distrikt Las Piedras liegt im Norden der Provinz Tambopata. Der Río Las Piedras bildet die südliche Distriktgrenze, unterhalb dessen Mündung der Río Madre de Dios. Der Río Huascar durchquert den Distrikt in südöstlicher Richtung. Der Río Manuripe verläuft entlang der nördlichen Distriktgrenze.
Der Distrikt Las Piedras grenzt im Südwesten an den Distrikt Tambopata, im Norden an die Distrikte Iñapari und Tahuamanu (beide in der Provinz Tahuamanu), im Osten an Brasilien sowie im Süden und im Südwesten an den Distrikt Tambopata.

## Ortschaften
Neben dem Hauptort gibt es folgende größere Ortschaften im Distrikt:
- San Juan de Aposento